# Ematurga picta
Ematurga picta är en fjärilsart som beskrevs av Geoffroy 1785. Ematurga picta ingår i släktet Ematurga och familjen mätare. Inga underarter finns listade i Catalogue of Life.